# Slime & B
Slime & B — совместный микстейп американских рэперов Криса Брауна и Янг Тага. Он был выпущен 5 мая 2020 года на лейбле CBE по эксклюзивной лицензии RCA. Микстейп содержит гостевые участия от Gunna, Фьючера, Too $hort, E-40 и других. Песня «Go Crazy» была выпущена, как главный сингл с микстейпа. Он был выпущен на 31-й день рождения Брауна.

## История
Ранее Янг Таг уже работал совместно с Крисом Брауном над официальным ремиксом на песню Брауна «Wrist» с микстейпа Before the Trap: Nights in Tarzana, над песней «Dat Night», а также над «High End», промо-сингле с восьмого студийного альбома Брауна Heartbreak on a Full Moon, на ней также присутствует гостевое участие от Фьючера.
Микстейп был анонсирован 6 апреля 2020 года Брауном в Instagram, а 28 апреля 2020 года были объявлены название и дата выпуска. Микстейп был полностью записан в доме Брауна во время пандемии COVID-19. Янг Таг сообщил, что записал свои куплеты за один день.

## Отзывы
| Оценки критиков | Оценки критиков |
| Источник        | Оценка          |
| --------------- | --------------- |
| HipHopDX        | 4.4/5           |
| Pitchfork       | 5.0/10          |

Кеннан Драхорн из HipHopDX похвалил микстейп, заявив, что «исполнители хорошо звучат вместе», определяя его как «весёлый парк развлечений от начала до конца, полный красок как от вокалистов, так и от продюсеров». Драгхорн назвал песню «Go Crazy» лучший с микстейпа.

## Коммерческий успех
Slime & B дебютировал под номером 55 в американском чарте Billboard 200, альбом появился в чарте всего после трёх дней продаж в цифровых розничных магазинах и потоковых сервисах. На второй неделе в чартах альбом поднялся на 24 строчку в Billboard 200, заработав 20 000 единиц, эквивалентных альбому.

## Список композиций
Адаптировано под Tidal.
| №                   | Название                                                          | Автор(ы) | Продюсер(ы)                                 | Длительность |
| ------------------- | ----------------------------------------------------------------- | --- | ------------------------------------------- | ------------ |
| 1.                  | «Say You Love Me»                                                 | Christopher Brown Jeffery Williams Joshua Parker Shane Lindstrom | OG Parker Murda Beatz Joseph L'etranger     | 2:52         |
| 2.                  | «Go Crazy»                                                        | Brown Williams Said Aznou Dounia Aznou Johnny Kelvin Kaniel Castaneda Cameron Murphy Patrizio Pigliapoco Orville Hall Phillip Price Tre Samuels Turrell Sims Soraya Benjelloun Wayne Samuels Omari Akinlolu Zakaria Kharbouch | KanielTheOne Murphy Kid                     | 2:56         |
| 3.                  | «Trap Back» (при участии Major Nine)                              | Brown Williams Ricardo Toussaint Maxwell Nichols Chad Thomas | Rippa on the Beat MjNichols                 | 4:16         |
| 4.                  | «I Got Time» (при участии Shad da God)                            | Brown Floyd Bentley Williams Julian Taylor Pigliapoco Altariq Crapps Jabreh Dhaw Rashad Battle | A1 Xayy Tariq Beats [b]                     | 3:23         |
| 5.                  | «She Bumped Her Head» (при участии Gunna)                         | Brown Williams Nija Charles Chandler Durham Sergio Kitchens | Turbo Jet [b]                               | 4:00         |
| 6.                  | «Big Slimes» (при участии Gunna и Lil Duke)                       | Brown Williams Durham Kitchens Arnold Martinez Nija Charles | Turbo Eli Brown [b] Bodi [b] Casey Moon [c] | 5:26         |
| 7.                  | «I Ain't Tryin'»                                                  | Brown Williams Nija Charles Tyler Williams | T-Minus                                     | 3:53         |
| 8.                  | «Animal»                                                          | Brown Williams Pigliapoco Juan Guerrieri-Maril Aleicia Gibson Frederic Brewer James Douglas Donny Flores | Z3N                                         | 3:26         |
| 9.                  | «City Girls»                                                      | Brown Williams Dominic Jordan Jimmy Giannnos Steven Tolson | The Audibles                                | 3:50         |
| 10.                 | «Stolen»                                                          | Brown Williams Terence Williams Pigliapoco Golden Styles Patrick Hayes Sean McMillion Ralph Jeanty Sheldon Body, Jr. Jamal Gaines                                                                                             | G Styles on the Track Romano Guitar Boy [a] | 3:49         |
| 11.                 | «Undrunk» (исполнено Крисом Брауном при участии Too Short и E-40) | Brown Bentley Yann Espinosa Pigliapoco Todd Shaw Earl Stevens Dameion Roy, Jr. Bobby Turner, Jr. | A1 Espinosa Pigliapoco                      | 3:10         |
| 12.                 | «No Such Thing» (исполнено Крисом Брауном при участии HoodyBaby)  | Brown Crapps Pigliapoco Quinton Cook Timothy Wells, Jr. Akinlolu | Tariq Beats Musik MajorX                    | 1:41         |
| 13.                 | «Help Me Breathe» (исполнено Янг Тагом при участии Фьючера)       | Brown Williams Sean Momberger Wesley Glass Mathias Liyew Pigliapoco Nayvadius Wilburn Daron Jones Kevin Wales Steven Jordan                                                                                                   | Momberger Wheezy Ambezza                    | 3:50         |
| Общая длительность: | Общая длительность:                                               | Общая длительность: | Общая длительность:                         | 46:36        |

Примечания
- ↑  сопродюсер
- ↑  неуказанный сопродюсер[17][18][19][20]
- ↑  неуказанный дополнительный продюсер[19]
- «Help Me Breathe» изначально вышла на Soundcloud Datpiff, однако спустя три дня была выпущена на цифровых площадках[21]

Сэмплы
- «Go Crazy» содержит семпл из песни «Drag Rap (Triggerman)», написанной Орвиллем Халлом и Филлипом Прайсом[22]

## Чарты
| Чарт (2020)                            | Высшая позиция |
| -------------------------------------- | -------------- |
| Австралия (ARIA)                       | 29             |
| Бельгия/Фландрия (Ultratop)            | 156            |
| Бельгия/Валлония (Ultratop)            | 161            |
| Канада (Canadian Albums Chart)         | 46             |
| Нидерланды (Album Top 100)             | 38             |
| Франция (SNEP)                         | 110            |
| Новая Зеландия (RMNZ)                  | 37             |
| Швейцария (Schweizer Hitparade)        | 51             |
| Великобритания (UK Albums Chart)       | 51             |
| Великобритания (UK R&B Albums Chart)   | 12             |
| США (Billboard 200)                    | 24             |
| США (Billboard Top R&B/Hip-Hop Albums) | 15             |